# La Loma (Cantabria)
La Loma es una localidad del municipio de Valdeolea (Cantabria, España). La localidad se encuentra a 1.030 metros de altitud sobre el nivel del mar, y a 8 kilómetros de la capital municipal, Mataporquera. En el año 2024 contaba con una población de 4 habitantes (INEE).

## Paisaje y naturaleza
El reducido caserío de La Loma se sitúa al pie del Endino, y permanece casi oculto al resto del valle por la existencia de un frondoso arbolado a lo largo de callejas y linderas. Solo desde la parte baja de La Loma, en la zona de la carretera y la iglesia, se libera la vista de tan tupida vegetación descubriendo una perspectiva por la vega alta del Camesa y sus montes circundantes.

## Patrimonio histórico
La iglesia de Santa Eulalia se encuentra separada del pueblo y casi integrada en el casco urbano del vecino pueblo de Santa Olalla. Tiene una complicada disposición en planta fruto de la remodelación del espacio de culto a lo largo de los tiempos. El templo se consagró en el año 1174 como muestra una inscripción en la portada de la sacristía. Con esta fecha coincide la fábrica del ábside rectangular y su bóveda de cañón apuntada, los tres grandes canecillos del muro sur y los más sencillos del norte. Parte del interior, el pórtico y la torre son reforma barroca, posiblemente del siglo XVII.
Lo más llamativo de la iglesia de Santa Eulalia y lo que mayor fama le ha reportado son las pinturas murales que cubren la bóveda y el frente de la cabecera. Se realizaron en las últimas décadas del siglo XV con arcaísmos evidentes que vemos en el enmarque de las escenas, la preponderancia de la línea, la plenitud en la aplicación del color sin graduaciones tonales y el poco análisis de la perspectiva, todo ello más propio de las pintura del gótico inicial o de finales del románico. Las características propiamente góticas de estas pinturas las encontramos en el carácter narrativo de las escenas y en la expresión humanizada de los personajes, dentro de un programa iconográfico plenamente constituid. Las escenas representadas siguen el ciclo de la Pasión y muerte de Cristo comenzando por una Última Cena a modo de friso y culminando con la Crucifixión en la parte principal del ábside, después de tratar otras como el Prendimiento, Cristo atado a la columna, Camino del Calvario, la Piedad, el Santo Entierro y la Resurrección. El resto de las escenas presentan a Santiago Matamoros, San Miguel Arcángel, la historia del Martirio de Santa Eulalia y una escena más compleja tonel tema del Descenso a los Infiernos y el Castigo de los Condenados contado de atemorizar a los fieles ante la posibilidad de la condena.
Las pinturas murales de La Loma están directamente relacionadas don las de las iglesias de Mata de Hoz y de Las Henestrosas, también en Valdeolea y con otras del norte de Palencia como San Felices de Castillería, Valberzoso, San Cebrián De Mudá, Vallespinoso de Cervera, Barrio de Santa María, Matamorisca o las de Revilla de Santillán (en EE. UU. desde los años veinte).
La iglesia cuenta con una declaración como Bien de Interés Cultural desde el año 1993.Bien de Interés Cultural.
- Datos: Q5964094